# Ruisseau de Menepeyre
Le ruisseau de Menepeyre est une  rivière du sud-ouest de la France, sous-affluent de la Garonne par la Boralde Flaujaguèse et le Lot.

## Géographie
De 14,2 km de longueur, le ruisseau de Menepeyre prend sa source dans le département de l'Aveyron commune de Condom-d'Aubrac et se jette dans la Boralde Flaujaguèse en rive gauche sur la commune de Curières.

## Départements et communes traversées
- Aveyron : Condom-d'Aubrac, Curières.

## Principaux affluents
- Le Dourtigouse : 3,4 km
- Ruisseau du Moulin de Cayral : 3,9 km
- Ruisseau de Condom : 1,2 km